# Edin Omeragić
Edin Omeragić (* 20. März 2002 in Genf) ist ein Schweizer Fussballtorhüter.

## Karriere

### Verein
Omeragić begann seine Laufbahn in der Jugend des Servette FC. Zur Saison 2019/20 wurde er in das Kader der zweiten Mannschaft befördert. Der Torhüter absolvierte in jener Spielzeit sechs Partien in der fünftklassigen 2. Liga interregional, die jedoch aufgrund der COVID-19-Pandemie abgebrochen wurde. In der folgenden Spielzeit kam er dreimal zum Einsatz, bevor die fünfte Schweizer Liga COVID-bedingt nach der Hinrunde beendet wurde. Am 3. Oktober 2021, dem 9. Spieltag der Saison 2021/22, gab er beim 0:6 gegen den BSC Young Boys sein Debüt für die erste Mannschaft in der erstklassigen Super League, als er in der 45. Minute für Alex Schalk eingewechselt wurde.
Am 21. Juni 2023 verkündete man eine Leihe zum FC Stade Nyonnais für eine Saison. Ziel sollte es sein, dass Omeragić in der zweithöchsten Liga Einsatzzeit erhalten würde. Nach dieser Leihe wechselte Omeragi0ć fix zu Neuchâtel Xamax FCS in die zweithöchste Schweizer Liga.

### Nationalmannschaft
Omeragić spielte 2016 für die Schweizer U15-Auswahl. Vier Jahre später stand er auch noch für die Schweizer U20 gegen Bosnien-Herzegowina zwischen den Pfosten.